# Maria-Magdalena-Kirche (Schnabelwaid)

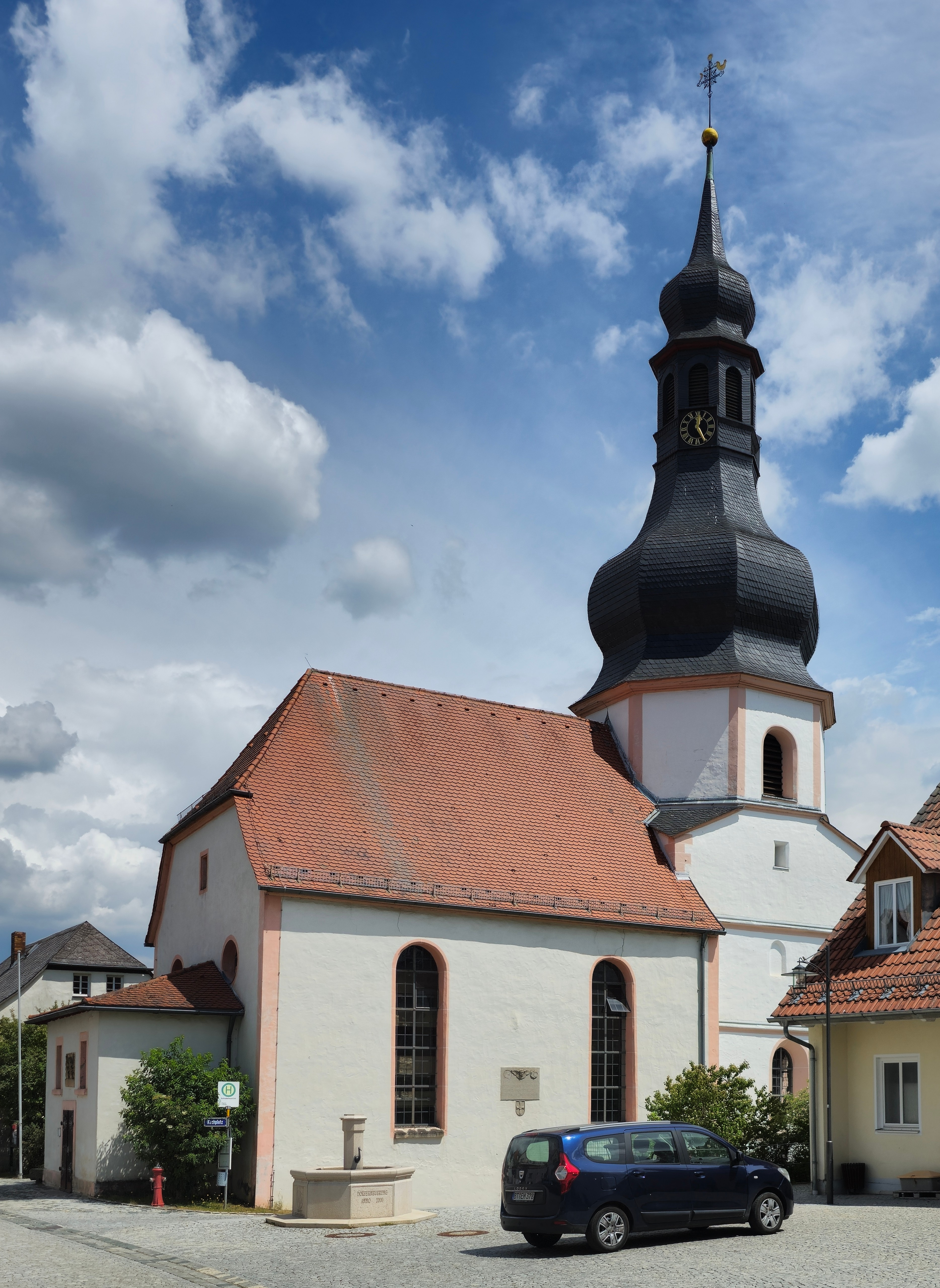
Maria-Magdalena-Kirche (Schnabelwaid)

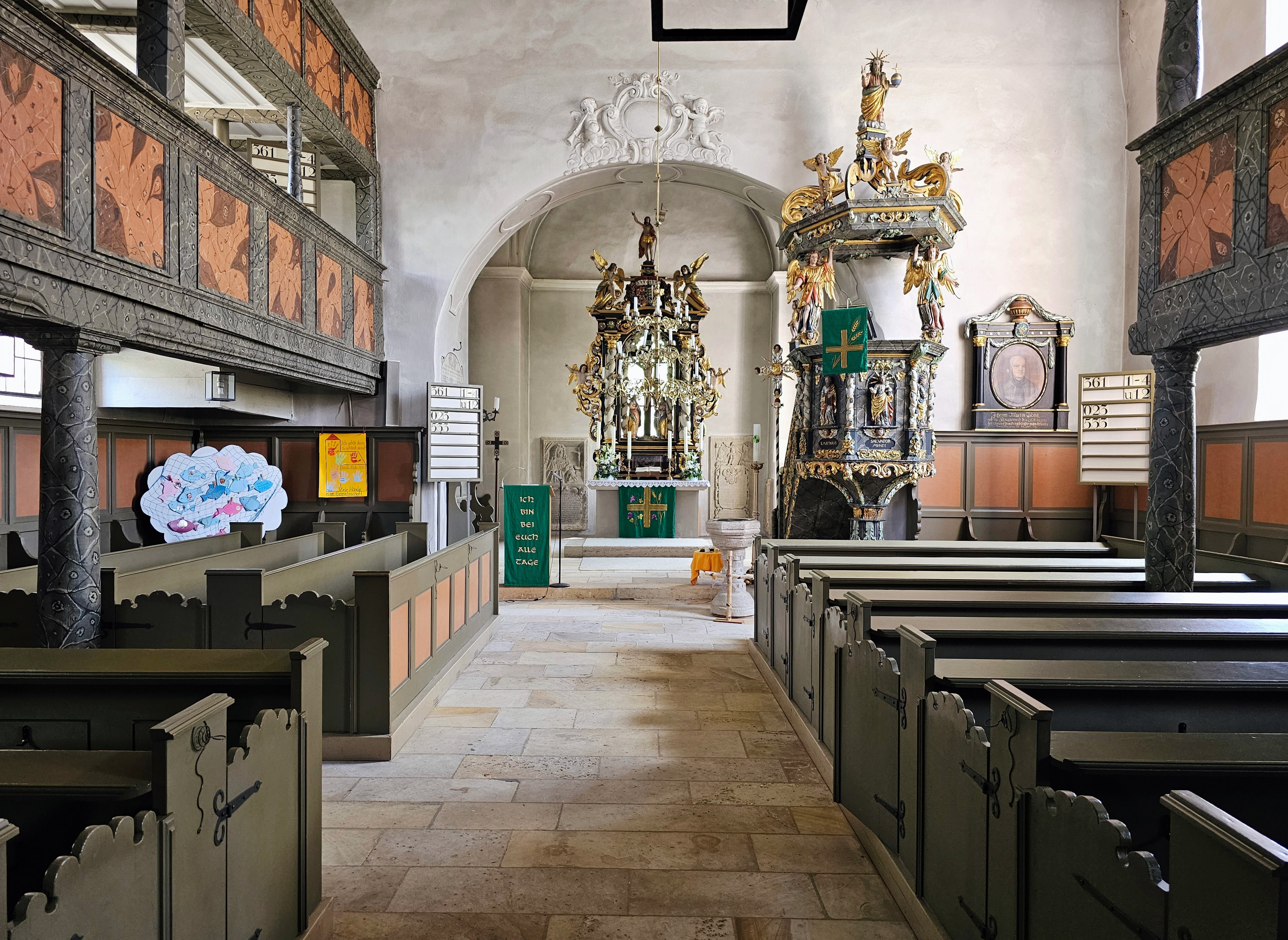
Innenraum (2023)

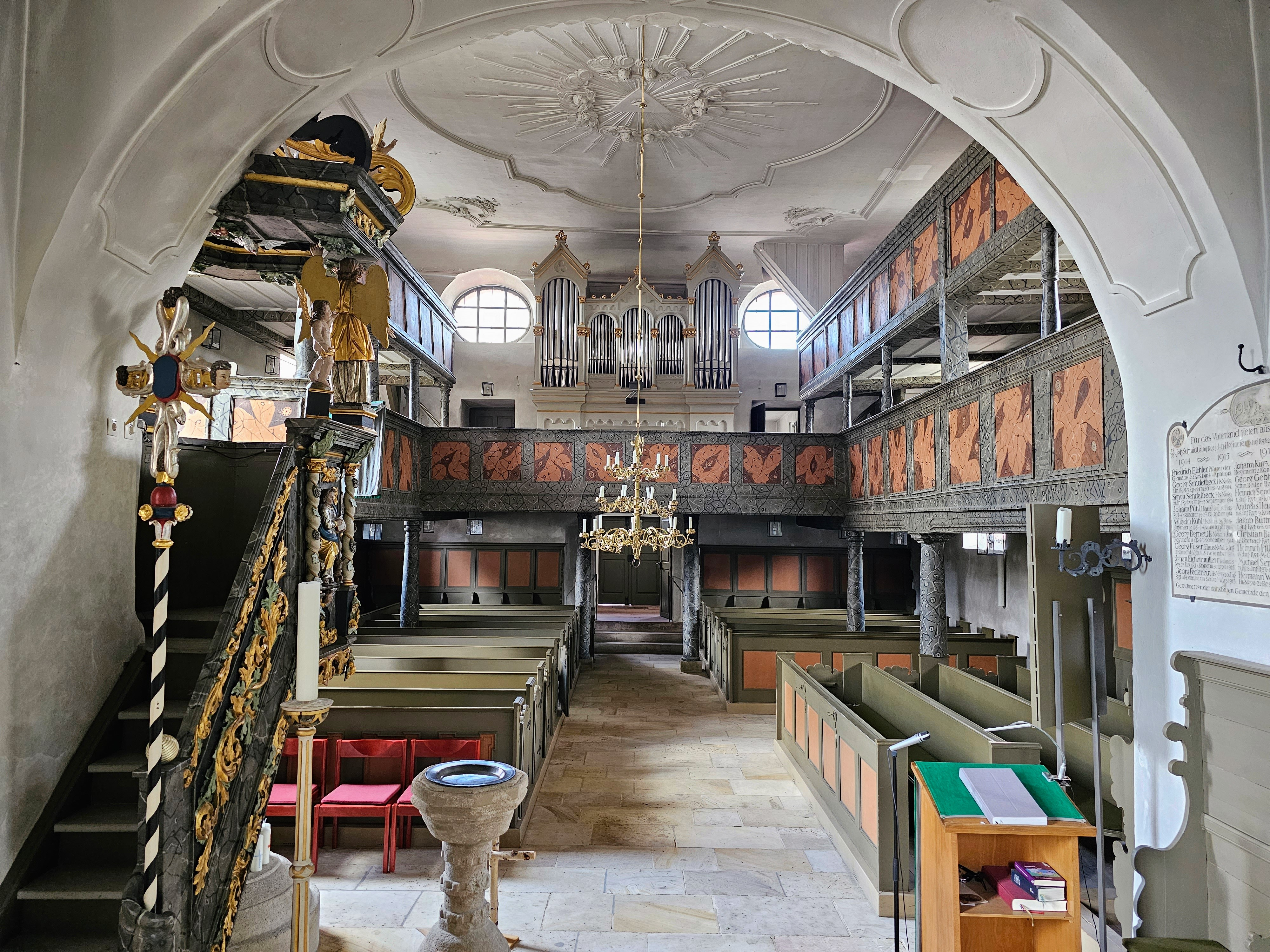
Innenraum, Blick zur Orgel

Die denkmalgeschützte, evangelisch-lutherische Maria-Magdalena-Kirche steht in Schnabelwaid, einem Markt im Landkreis Bayreuth (Oberfranken, Bayern). Die Kirche ist unter der Denkmalnummer D-4-72-184-1 als Baudenkmal in der Bayerischen Denkmalliste eingetragen. Die Pfarrei gehört zum Dekanat Pegnitz im Kirchenkreis Bayreuth der Evangelisch-Lutherischen Kirche in Bayern. Namensgeberin der Kirche ist Maria Magdalena.

## Beschreibung
Die Saalkirche wurde 1591 als Kapelle des Schlosses Schnabelwaid erbaut. Sie wurde 1657 und 1700 jeweils nach einem Brand wiederhergestellt. Ihr Langhaus, das mit einem Krüppelwalm bedeckt ist, wurde 1788–90 nach einem Entwurf von Johann Gottlieb Riedel umgestaltet. Das oberste, achteckige Geschoss des Chorturms auf quadratischem Grundriss im Osten, der im Kern mittelalterlich ist, beherbergt hinter den Klangarkaden den Glockenstuhl, und ist mit einer schiefergedeckten Welschen Haube bedeckt, in der sich die Turmuhr verbirgt. Die Brüstungen der Emporen im Langhaus sind bemalt. Der Altar wurde um 1700 gebaut. Das Kirchengestühl stammt ebenfalls aus dem 18. Jahrhundert.
Die Orgel mit 19 Registern auf zwei Manualen und Pedal wurde 1980 von Hey Orgelbau errichtet.